# Niokolo-Koba Nationalpark
Niokolo-Koba Nationalpark ligger ligger i den sydøstlige del af Senegal, på grænsen til Guinea. Parken omfatter 913.000 hektar. Den blev fredet som vildtreservat i 1926, som nationalpark i 1954 og udvidet fire gange i 1960'erne. Den har været verdensarvsområde og biosfærereservat siden 1981.
Parken ligger på en flodslette med højder op til 200 moh. på begge sider af Gambiafloden, som i oversvømmelsesperioder dækker flodsletterne. Landskabet præges af savanner og noget skov. Parken har et rigt dyreliv, med elefanter, løver, leoparder, chimpanser, bavianer, flodhester og den store kæmpe eland (Taurotragus derbianus).
Parken blev i 2007 opført på listen over truede verdensarvsteder, på grund af krybskytteri og planerne om at bygge en dæmning opstrøms for parken som vil forstyrre de regelmæssige oversvømmelser som er en forudsætning for økosystemet.

## Eksterne kilder og henvisninger
- Wikimedia Commons har flere filer relateret til Niokolo-Koba Nationalpark
- UNEP World Conservation Monitoring Centre: faktaark
- Danger decision